# Abdułraszyd Sadułajew
Abdułraszyd Bułaczewicz Sadułajew (ros. Абдулраши́д Була́чевич Садула́ев ; ur. 9 maja 1996 roku) – rosyjski zapaśnik walczący w stylu wolnym. Złoty medalista olimpijski w Rio de Janeiro 2016 w kategorii 86 kg i Tokio 2020 w kategorii 97 kg.
Mistrz świata w 2014, 2015, 2018, 2019, 2021 i 2024. Mistrz Europy w 2014, 2018, 2019 i 2020. Wygrał indywidualny Puchar Świata w 2020. Triumfator igrzysk europejskich w 2015 i 2019. Mistrz Europy U-23 w 2016. Mistrz Rosji w 2014, 2015, 2017, 2018 i 2020 roku.